# Taperoá (Paraíba)
Taperoá is een gemeente in de Braziliaanse deelstaat Paraíba. De gemeente telt 15.236 inwoners (schatting 2009).
De gemeente grenst aan Salgadinho, Passagem, Assunção, Juazeirinho, Gurjão, Desterro, Teixeira, Livramento en São José dos Cordeiros.